# تئودور فاستر
تئودور فاستر (به انگلیسی: Theodore Foster) سناتور سابق عضو حزب دموکرات-جمهوری‌خواه بود. وی در سال ۱۷۹۰ تا ۱۸۰۱ و ۱۸۰۱ تا ۱۸۰۳ میلادی سناتور ایالت رود آیلند در سنای ایالات متحده آمریکا بود.